# Quartier des Quinze-Vingts

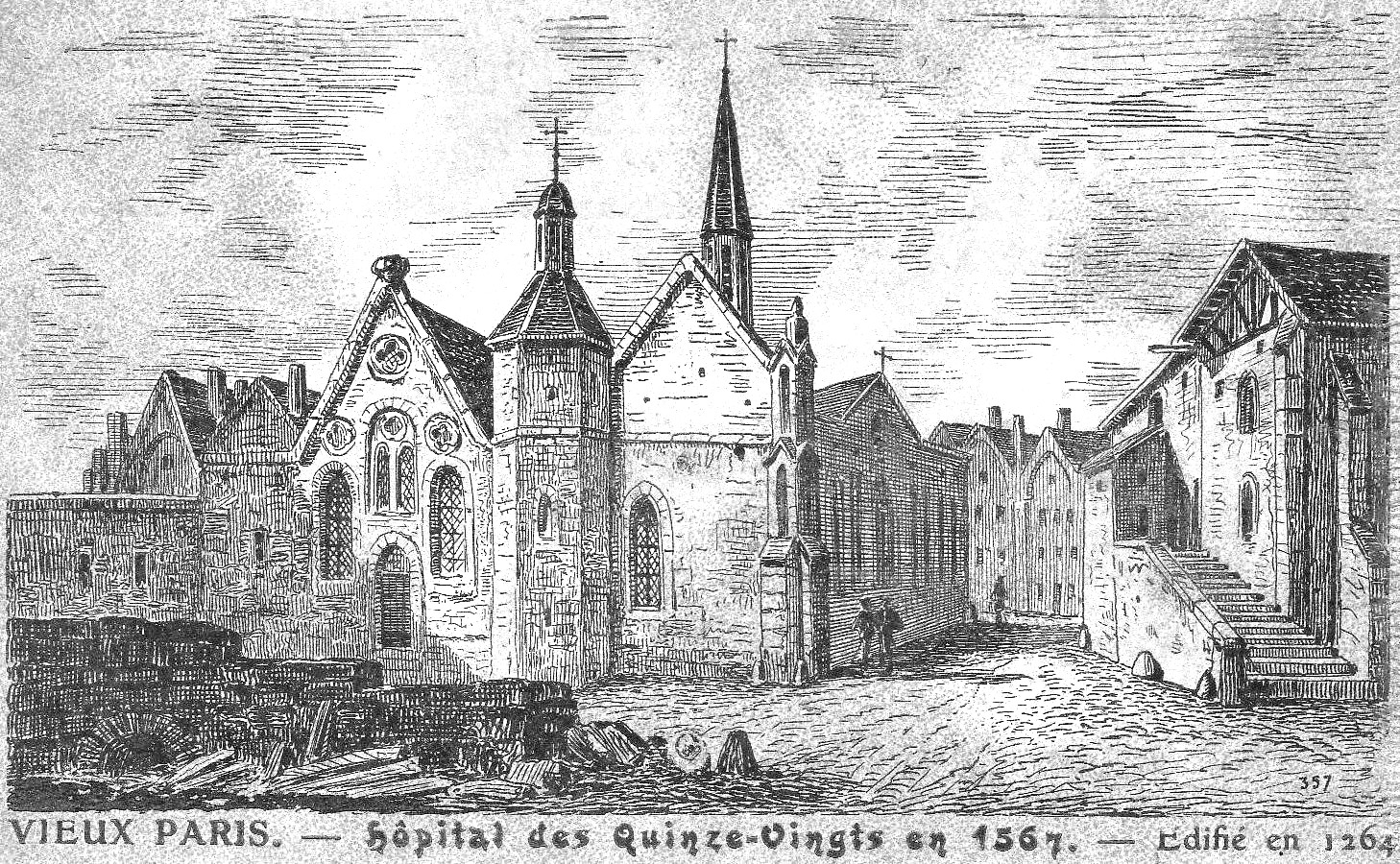
Hôpital des Quinze-Vingts v roce 1567

Quartier des Quinze-Vingts (česky doslova: čtvrť Patnáct-Dvacet) je 48. administrativní čtvrť v Paříži, která je součástí 12. městského obvodu. Má rozlohu 123,6 ha a nepravidelný tvar. Její hranice tvoří řeka Seina na jihozápadě, Boulevard de la Bastille na západě, Rue du Faubourg Saint-Antoine na severu, Rue Chaligny na východě a Rue Villiot a Rue de Rambouillet na jihovýchodě.
Čtvrť nese jméno podle starého ústavu pro slepce Hôpital des Quinze-Vingts, který zde sídlil do roku 1780. Jeho jméno bylo odvozeno od číslovky 300 (15×20), neboť byl určen pro 300 slepců.

## Vývoj počtu obyvatel
| Rok sčítání | Počet obyvatel | Hustota zalidnění (ob./km²) |
| ----------- | -------------- | --------------------------- |
| 1954        | 44 408         | 35 929                      |
| 1962        | 43 724         | 35 375                      |
| 1968        | 39 561         | 32 007                      |
| 1975        | 31 455         | 25 449                      |
| 1982        | 29 476         | 23 848                      |
| 1990        | 25 807         | 20 879                      |
| 1999        | 25 752         | 20 835                      |